# Dankó László
Dankó László (Szarvas, 1939. április 22. – Baja, 1999. június 25.) magyar római katolikus pap, kalocsai, majd kalocsa-kecskeméti érsek.

## Pályafutása
A gimnáziumot a kecskeméti piaristáknál, a teológiát pedig Budapesten, a Központi Papnevelő Intézetben végezte. 1963. június 16-án Szegeden szentelték pappá. 1979-től 1987-ig a Pápai Magyar Intézet rektora volt Rómában. 1983. január 24-étől pápai prelátus. Bizonyíthatóan a Belügyminisztérium ügynöke volt Körmöczi és Bajai Péter fedőnéven, mely téren a „titkos munkatárs” minősítésig vitte, azaz maga is szervezhetett besúgóhálózatot.

### Püspöki pályafutása
1987. március 6-ától a kalocsai érsekség apostoli adminisztrátora, május 2-án Kalocsán szentelték püspökké. 1987. július 5-étől kalocsai érsek.
II. János Pál pápa 1993-ban a Hungarorum Gens kezdetű apostoli konstitúcióval jelentősen átszervezte a magyar egyházmegyéket. Ekkor alakította ki a Kalocsa-Kecskeméti főegyházmegyét.
1999-ben a Szentszék Bábel Balázs váci rektor személyében koadjutor érseket rendelt mellé, hogy a súlyos beteg főpap segítségére legyen, László érsek azonban június 25-én elhunyt.

## Művei
- Ex invisibilibus visibilia... Emlékkönyv Dávid Katalin professzorasszony 70. születésnapjára; szerk. Dankó László, Széll Margit, Takács József; Pesti Szalon–Ferenczy, Bp., 1993
- Asztrik nyomában. Az ezredforduló évei a kalocsa-kecskeméti metropoliták vallomásainak tükrében. Beszélgetések dr. Dankó László érsek-püspökkel és dr. Bábel Balázs metropolita érsekkel; interjúk, szövegrészek vál., Farkas P. József; Porta Egyesület, Kecskemét, 2006 (Porta könyvek)